# Cadre-47/2-Europameisterschaft 1994

Logo CEB (ausrichtender Verband)

Die Cadre-47/2-Europameisterschaft 1994 war das 50. Turnier in dieser Disziplin des Karambolagebillards und fand vom 2. bis zum 6. Februar 1994 in Almussafes, in der spanischen Provinz Valencia statt. Es war die zehnte Cadre-47/2-Europameisterschaft in Spanien.

## Geschichte
Mit dem überraschenden Sieg des Niederländers Piet Adrichem endete die 50. Europameisterschaft im Cadre 47/2. Keiner von den vor dem Turnier gehandelten Favoriten erreichte einen Podestplatz. Mit dem Belgier Philippe Deraes und dem Franzosen  Marc Massé standen weitere Akteure auf dem Podest die in dieser Disziplin des Karambolsports noch nie eine Medaille gewonnen hatten.

## Modus
Gespielt wurde eine Vorqualifikation mit 7 Gruppen à 3 Spieler, danach eine Hauptqualifikation mit 8 Gruppen à 3 Spielern. Alle Spiele bis 75 Punkte. Davon qualifizierten sich acht Spieler für das Hauptturnier. Diese acht Spieler trafen die auf die acht gesetzten Spieler. Hier gab es ein Doppel-KO System mit einer Sieger- und einer Trostrunde, wobei die Spieler für das Finale und das Spiel um Platz drei ermittelt wurden. Es wurde auf zwei Gewinnsätze à 100 Punkte gespielt. Endete ein Satz Unentschieden wurden für beide Spieler zwei Satzpunkte gewertet. Stand es nach drei Sätzen Unentschieden wurde ein Entscheidungssatz gespielt. Es wurde ohne Nachstoß gespielt, außer bei einer Partie in einer Aufnahme. Das galt wiederum nicht im Entscheidungssatz.
1. MP = Matchpunkte
2. SP = Satzpunkte
3. GD = Generaldurchschnitt
4. HS = Höchstserie

## Qualifikation

### Vor-Qualifikation
| MP    | Match Points (Sieger = 2; Unentschieden = 1; Verlierer = 0) |
| Pkte. | Erzielte Karambolagen                                       |
| Aufn. | Benötigte Versuche                                          |
| GD    | Generaldurchschnitt                                         |
| BED   | Bester Einzeldurchschnitt eines Spielers                    |
| HS    | Höchstserie                                                 |
|       | Bester GD des Turniers                                      |
|       | Bester ED des Turniers                                      |
|       | Beste HS des Turniers                                       |
|       | 1. Platz (Gold)                                             |
|       | 2. Platz (Silber)                                           |
|       | 3. Platz (Bronze)                                           |

| Abschlusstabelle Gruppe A | Abschlusstabelle Gruppe A | Abschlusstabelle Gruppe A | Abschlusstabelle Gruppe A | Abschlusstabelle Gruppe A | Abschlusstabelle Gruppe A | Abschlusstabelle Gruppe A | Abschlusstabelle Gruppe A | Abschlusstabelle Gruppe A |
| Platz                     | Name                      | MP                        | SP                        | Pkte                      | Aufn.                     | GD                        | BSD                       | HS                        |
| ------------------------- | ------------------------- | ------------------------- | ------------------------- | ------------------------- | ------------------------- | ------------------------- | ------------------------- | ------------------------- |
| 1                         | Freddie ter Braak         | 4:0                       | 8:2                       | 301                       | 16                        | 18,81                     | 25,00                     | 75                        |
| 2                         | José Albert               | 2:2                       | 6:4                       | 251                       | 12                        | 20,91                     | 37,50                     | 75                        |
| 3                         | Dennis Olsen              | 0:4                       | 0:8                       | 21                        | 9                         | 2,33                      | –                         | 9                         |

| Abschlusstabelle Gruppe B | Abschlusstabelle Gruppe B | Abschlusstabelle Gruppe B | Abschlusstabelle Gruppe B | Abschlusstabelle Gruppe B | Abschlusstabelle Gruppe B | Abschlusstabelle Gruppe B | Abschlusstabelle Gruppe B | Abschlusstabelle Gruppe B |
| Platz                     | Name                      | MP                        | SP                        | Pkte                      | Aufn.                     | GD                        | BSD                       | HS                        |
| ------------------------- | ------------------------- | ------------------------- | ------------------------- | ------------------------- | ------------------------- | ------------------------- | ------------------------- | ------------------------- |
| 1                         | Gerrit de Boer            | 4:0                       | 8:4                       | 367                       | 40                        | 9,17                      | 19,25                     | 65                        |
| 2                         | Xavier Carrer             | 2:2                       | 6:4                       | 253                       | 24                        | 10,54                     | 8,82                      | 43                        |
| 3                         | Carlos Lledo              | 0:4                       | 2:8                       | 229                       | 47                        | 4,87                      | –                         | 22                        |

| Abschlusstabelle Gruppe C | Abschlusstabelle Gruppe C | Abschlusstabelle Gruppe C | Abschlusstabelle Gruppe C | Abschlusstabelle Gruppe C | Abschlusstabelle Gruppe C | Abschlusstabelle Gruppe C | Abschlusstabelle Gruppe C | Abschlusstabelle Gruppe C |
| Platz                     | Name                      | MP                        | SP                        | Pkte                      | Aufn.                     | GD                        | BSD                       | HS                        |
| ------------------------- | ------------------------- | ------------------------- | ------------------------- | ------------------------- | ------------------------- | ------------------------- | ------------------------- | ------------------------- |
| 1                         | Hans Klok                 | 4:0                       | 8:0                       | 300                       | 11                        | 27,27                     | 50,00                     | 75                        |
| 2                         | Vicente Garces            | 2:2                       | 4:4                       | 161                       | 25                        | 6,44                      | 6,81                      | 28                        |
| 3                         | Guillem Carbonell         | 0:4                       | 0:8                       | 189                       | 28                        | 6,75                      | –                         | 33                        |

| Abschlusstabelle Gruppe D | Abschlusstabelle Gruppe D | Abschlusstabelle Gruppe D | Abschlusstabelle Gruppe D | Abschlusstabelle Gruppe D | Abschlusstabelle Gruppe D | Abschlusstabelle Gruppe D | Abschlusstabelle Gruppe D | Abschlusstabelle Gruppe D |
| Platz                     | Name                      | MP                        | SP                        | Pkte                      | Aufn.                     | GD                        | BSD                       | HS                        |
| ------------------------- | ------------------------- | ------------------------- | ------------------------- | ------------------------- | ------------------------- | ------------------------- | ------------------------- | ------------------------- |
| 1                         | Luis Tarazona             | 4:0                       | 8:2                       | 343                       | 34                        | 10,08                     | 18,75                     | 46                        |
| 2                         | Henny de Heus             | 2:2                       | 6:6                       | 392                       | 51                        | 7,68                      | 7,73                      | 61                        |
| 3                         | Pierre Caubet             | 0:4                       | 2:8                       | 197                       | 32                        | 6,15                      | –                         | 29                        |

| Abschlusstabelle Gruppe E | Abschlusstabelle Gruppe E | Abschlusstabelle Gruppe E | Abschlusstabelle Gruppe E | Abschlusstabelle Gruppe E | Abschlusstabelle Gruppe E | Abschlusstabelle Gruppe E | Abschlusstabelle Gruppe E | Abschlusstabelle Gruppe E |
| Platz                     | Name                      | MP                        | SP                        | Pkte                      | Aufn.                     | GD                        | BSD                       | HS                        |
| ------------------------- | ------------------------- | ------------------------- | ------------------------- | ------------------------- | ------------------------- | ------------------------- | ------------------------- | ------------------------- |
| 1                         | Miguel Bailen             | 4:0                       | 8:2                       | 362                       | 44                        | 8,22                      | 9,37                      | 57                        |
| 2                         | Vicente Arbona            | 2:2                       | 6:6                       | 355                       | 53                        | 6,69                      | 7,80                      | 37                        |
| 3                         | Michael Mikkelsen         | 0:4                       | 2:8                       | 299                       | 41                        | 7,29                      | –                         | 44                        |

| Abschlusstabelle Gruppe F | Abschlusstabelle Gruppe F | Abschlusstabelle Gruppe F | Abschlusstabelle Gruppe F | Abschlusstabelle Gruppe F | Abschlusstabelle Gruppe F | Abschlusstabelle Gruppe F | Abschlusstabelle Gruppe F | Abschlusstabelle Gruppe F |
| Platz                     | Name                      | MP                        | SP                        | Pkte                      | Aufn.                     | GD                        | BSD                       | HS                        |
| ------------------------- | ------------------------- | ------------------------- | ------------------------- | ------------------------- | ------------------------- | ------------------------- | ------------------------- | ------------------------- |
| 1                         | Michel van Silfhout       | 4:0                       | 8:0                       | 300                       | 14                        | 21,42                     | 25,00                     | 75                        |
| 2                         | Marcos Carpio             | 2:2                       | 4:6                       | 238                       | 30                        | 11,90                     | 15,69                     | 75                        |
| 3                         | Sotiris Psiskonis         | 0:4                       | 2:8                       | 151                       | 17                        | 8,88                      | –                         | 31                        |

| Abschlusstabelle Gruppe G | Abschlusstabelle Gruppe G | Abschlusstabelle Gruppe G | Abschlusstabelle Gruppe G | Abschlusstabelle Gruppe G | Abschlusstabelle Gruppe G | Abschlusstabelle Gruppe G | Abschlusstabelle Gruppe G | Abschlusstabelle Gruppe G |
| Platz                     | Name                      | MP                        | SP                        | Pkte                      | Aufn.                     | GD                        | BSD                       | HS                        |
| ------------------------- | ------------------------- | ------------------------- | ------------------------- | ------------------------- | ------------------------- | ------------------------- | ------------------------- | ------------------------- |
| 1                         | Luis Gonzales             | 4:0                       | 8:0                       | 300                       | 16                        | 18,75                     | 37,50                     | 75                        |
| 2                         | Jacques Theunissen        | 2:2                       | 4:4                       | 168                       | 18                        | 9,23                      | 10,00                     | 48                        |
| 3                         | Jaime Tortosa             | 0:4                       | 0:8                       | 177                       | 25                        | 7,08                      | –                         | 29                        |

### Haupt-Qualifikation
| 1 | Fonsy Grethen       | 4:0 | 8:0 | 300 | 10 | 30,00 | 30,00 | 75 |
| 2 | Luis Gonzales       | 2:2 | 4:6 | 282 | 15 | 18,80 | 16,90 | 75 |
| 3 | Michel van Silfhout | 0:4 | 2:8 | 254 | 16 | 15,87 | –     | 75 |

| 1 | Brahim Djoubri   | 4:0 | 8:2 | 354 | 22 | 16,09 | 25,00 | 71 |
| 2 | Xavier Gretillat | 2:2 | 4:4 | 170 | 10 | 17,00 | 30,00 | 75 |
| 3 | Miguel Bailen    | 0:4 | 2:8 | 217 | 21 | 10,33 | –     | 57 |

| 1 | Raymond Knoors | 4:0 | 8:2 | 364 | 15 | 24,26 | 26,75 | 75 |
| 2 | Louis Edelin   | 2:2 | 4:4 | 191 | 10 | 19,10 | 37,50 | 75 |
| 3 | José Albert    | 0:4 | 2:8 | 103 | 11 | 9,36  | –     | 49 |

| 1 | Piet Adrichem    | 4:0 | 8:2 | 308 | 11 | 28,00 | 31,60 | 75 |
| 2 | Javier Arenaza   | 2:2 | 6:4 | 309 | 12 | 25,75 | 21,42 | 71 |
| 3 | Simon Dallenbach | 0:4 | 0:8 | 45  | 11 | 4,09  | –     | 15 |

| 1 | Michael Hikl   | 2:2 | 6:4 | 261 | 16 | 16,31 | 15,00 | 67 |
| 2 | Gerrit de Boer | 2:2 | 6:6 | 292 | 22 | 13,27 | 21,57 | 65 |
| 3 | Luis Tarazona  | 2:2 | 4:6 | 292 | 25 | 11,68 | 12,81 | 46 |

| 1 | Carlos Tuset      | 4:0 | 8:4 | 367 | 17 | 21,58 | 27,50 | 75 |
| 2 | Jean Arnaud       | 2:2 | 6:4 | 283 | 15 | 18,86 | 18,75 | 60 |
| 3 | Freddie ter Braak | 0:4 | 2:8 | 224 | 17 | 13,17 | –     | 63 |

| 1 | Robert Pragst  | 2:2 | 6:6 | 310 | 18 | 17,22 | 14,18 | 75 |
| 2 | Pedro Arnau    | 2:2 | 6:6 | 289 | 23 | 12,56 | 22,57 | 75 |
| 3 | Laurent Guénet | 2:2 | 6:6 | 322 | 28 | 11,50 | 12,11 | 69 |

| 1 | Philippe Deraes    | 4:0 | 8:0 | 300 | 15 | 20,00 | 21,42 | 75 |
| 2 | Francisco Fortiana | 2:2 | 4:6 | 278 | 23 | 12,08 | 11,80 | 49 |
| 3 | Hans Klok          | 0:4 | 2:8 | 194 | 20 | 9,70  | –     | 75 |

## Hauptturnier
| Name             | MP  | SP  | Pkte. | Aufn. | GD     | HS  |
| ---------------- | --- | --- | ----- | ----- | ------ | --- |
| 1. Runde         |     |     |       |       |        |     |
| Stephan Horvath  | 2:0 | 4:0 | 200   | 2     | 100,00 | 100 |
| Robert Pragst    | 0:2 | 0:4 | 49    | 2     | 24,50  | 49  |
| Brahim Djoubri   | 0:2 | 0:4 | 54    | 6     | 9,00   | 46  |
| Rafael Garcia    | 2:0 | 4:0 | 200   | 7     | 28,57  | 91  |
| Piet Adrichem    | 2:0 | 4:2 | 200   | 5     | 40,00  | 100 |
| Fabian Blondeel  | 0:2 | 2:4 | 149   | 5     | 29,80  | 100 |
| Fonsy Grethen    | 2:0 | 4:0 | 200   | 4     | 50,00  | 80  |
| Wolfgang Zenkner | 0:2 | 0:4 | 56    | 3     | 18,66  | 34  |
| Raymond Knoors   | 0:2 | 2:4 | 213   | 10    | 21,30  | 98  |
| Marc Massé       | 2:0 | 4:2 | 203   | 11    | 18,45  | 100 |
| Philippe Deraes  | 2:0 | 4:0 | 200   | 2     | 100,00 | 100 |
| Peter de Backer  | 0:2 | 0:4 | 15    | 2     | 7,50   | 15  |
| Carlos Tuset     | 0:2 | 0:4 | 58    | 4     | 14,50  | 34  |
| Martin Horn      | 2:0 | 4:0 | 200   | 5     | 40,00  | 100 |
| Michael Hikl     | 0:2 | 0:4 | 71    | 3     | 23,66  | 46  |
| Henri Tilleman   | 2:0 | 4:0 | 200   | 4     | 50,00  | 100 |
| 2. Runde         |     |     |       |       |        |     |
| Stephan Horvath  | 0:2 | 2:4 | 184   | 4     | 46,00  | 100 |
| Rafael Garcia    | 2:0 | 4:2 | 200   | 4     | 50,00  | 100 |
| Piet Adrichem    | 2:0 | 4:0 | 200   | 5     | 40,00  | 100 |
| Fonsy Grethen    | 0:2 | 0:4 | 63    | 4     | 15,75  | 40  |
| Marc Massé       | 0:2 | 2:4 | 150   | 5     | 30,00  | 99  |
| Philippe Deraes  | 2:0 | 4:2 | 221   | 6     | 36,83  | 100 |
| Martin Horn      | 0:2 | 2:4 | 199   | 7     | 28,42  | 92  |
| Henri Tilleman   | 2:0 | 4:2 | 240   | 7     | 34,28  | 100 |
| 3. Runde         |     |     |       |       |        |     |
| Rafael Garcia    | 0:2 | 0:4 | 102   | 7     | 14,57  | 33  |
| Piet Adrichem    | 2:0 | 4:0 | 200   | 8     | 25,00  | 83  |
| Philippe Deraes  | 2:0 | 4:0 | 200   | 3     | 66,66  | 100 |
| Henri Tilleman   | 0:2 | 0:4 | 69    | 3     | 23,00  | 53  |
| Finale           |     |     |       |       |        |     |
| Piet Adrichem    | 2:0 | 4:2 | 299   | 15    | 19,93  | 99  |
| Philippe Deraes  | 0:2 | 2:4 | 192   | 14    | 13,71  | 97  |

| 1. Runde         |     |     |     |    |        |     |
| Robert Pragst    | 0:2 | 0:4 | 87  | 5  | 17,40  | 31  |
| Brahim Djoubri   | 2:0 | 4:0 | 200 | 6  | 33,33  | 64  |
| Fabian Blondeel  | 2:0 | 4:0 | 200 | 3  | 66,66  | 100 |
| Wolfgang Zenkner | 0:2 | 0:4 | 3   | 2  | 1,50   | 3   |
| Raymond Knoors   | 2:0 | 4:3 | 371 | 10 | 37,10  | 100 |
| Peter de Backer  | 0:2 | 3:4 | 252 | 10 | 25,20  | 100 |
| Carlos Tuset     | 2:0 | 4:0 | 200 | 6  | 33,33  | 67  |
| Michael Hikl     | 0:2 | 0:4 | 105 | 5  | 21,00  | 63  |
| 2. Runde         |     |     |     |    |        |     |
| Brahim Djoubri   | 0:2 | 0:4 | 77  | 3  | 25,66  | 54  |
| Martin Horn      | 2:0 | 4:0 | 200 | 3  | 66,66  | 100 |
| Fabian Blondeel  | 0:2 | 3:4 | 298 | 5  | 59,60  | 100 |
| Marc Massé       | 2:0 | 4:3 | 342 | 5  | 68,40  | 100 |
| Raymond Knoors   | 0:2 | 0:4 | 22  | 5  | 4,40   | 10  |
| Fonsy Grethen    | 2:0 | 4:0 | 200 | 6  | 33,33  | 85  |
| Carlos Tuset     | 0:2 | 0:4 | 68  | 2  | 34,00  | 68  |
| Stephan Horvath  | 2:0 | 4:0 | 200 | 2  | 100,00 | 100 |
| 3. Runde         |     |     |     |    |        |     |
| Martin Horn      | 0:2 | 2:4 | 175 | 5  | 35,00  | 100 |
| Marc Massé       | 2:0 | 4:2 | 207 | 6  | 34,50  | 100 |
| Fonsy Grethen    | 2:0 | 4:0 | 200 | 2  | 100,00 | 100 |
| Stephan Horvath  | 0:2 | 0:4 | 72  | 2  | 36,00  | 72  |
| 4. Runde         |     |     |     |    |        |     |
| Marc Massé       | 2:0 | 4:0 | 200 | 3  | 66,66  | 100 |
| Rafael Garcia    | 0:2 | 0:4 | 24  | 2  | 12,00  | 12  |
| Fonsy Grethen    | 0:2 | 2:4 | 216 | 5  | 43,20  | 100 |
| Henri Tilleman   | 2:0 | 4:2 | 203 | 5  | 40,60  | 73  |
| Spiel um Platz 3 |     |     |     |    |        |     |
| Marc Massé       | 2:0 | 4:2 | 217 | 4  | 54,25  | 100 |
| Henri Tilleman   | 0:2 | 2:4 | 198 | 4  | 49,50  | 80  |

## Abschlusstabelle
| Platz                                | Name             | Spiele | MP   | SP    | Pkte | Aufn. | GD    | BED    | HS  |
| ------------------------------------ | ---------------- | ------ | ---- | ----- | ---- | ----- | ----- | ------ | --- |
| 1                                    | Piet Adrichem    | 4      | 8:0  | 16:4  | 899  | 33    | 27,24 | 40,00  | 100 |
| 2                                    | Philippe Deraes  | 4      | 6:2  | 14:6  | 813  | 25    | 32,52 | 100,00 | 100 |
| 3                                    | Marc Massé       | 6      | 10:2 | 23:13 | 1319 | 34    | 38,79 | 68,40  | 100 |
| 4                                    | Henri Tilleman   | 5      | 6:4  | 14:12 | 910  | 23    | 39,56 | 50,00  | 100 |
| 5                                    | Fonsy Grethen    | 5      | 6:4  | 14:8  | 879  | 21    | 41,85 | 100,00 | 100 |
| 6                                    | Rafael Garcia    | 4      | 4:4  | 8:10  | 526  | 20    | 26,30 | 50,00  | 100 |
| 7                                    | Martin Horn      | 4      | 4:4  | 12:8  | 774  | 20    | 38,70 | 66,66  | 100 |
| 8                                    | Stephan Horvath  | 4      | 4:4  | 10:8  | 656  | 10    | 65,60 | 100,00 | 100 |
| 9                                    | Fabian Blondeel  | 3      | 2:4  | 9:9   | 647  | 13    | 49,76 | 66,66  | 100 |
| 10                                   | Carlos Tuset     | 3      | 2:4  | 4:8   | 326  | 12    | 27,16 | 33,33  | 75  |
| 11                                   | Brahim Djoubri   | 3      | 2:4  | 4:8   | 331  | 15    | 22,06 | 33,33  | 71  |
| 12                                   | Raymond Knoors   | 3      | 2:4  | 7:11  | 606  | 25    | 24,24 | 37,10  | 100 |
| 13                                   | Peter de Backer  | 2      | 0:4  | 3:9   | 267  | 12    | 22,25 | –      | 100 |
| 14                                   | Michael Hikl     | 2      | 0:4  | 0:8   | 176  | 8     | 22,00 | –      | 67  |
| 15                                   | Robert Pragst    | 2      | 0:4  | 0:8   | 136  | 7     | 19,42 | –      | 75  |
| 16                                   | Wolfgang Zenkner | 2      | 0:4  | 0:8   | 59   | 5     | 11,80 | –      | 34  |
| Turnierdurchschnitt: Endrunde: 32,94 |                  |        |      |       |      |       |       |        |     |